# Gabriel Bethlen
Gabriel Bethlen (en hongarès: Bethlen Gábor; 15 de novembre de 1580 - 15 de novembre de 1629) va ser príncep de Transsilvània de 1613 a 1629 i duc d'Opole de 1622 a 1625. També va ser rei electe d'Hongria del 1620 al 1621, però mai va prendre el control de tot el regne. Bethlen, recolzat pels otomans, va dirigir el seu principat calvinista contra els Habsburg i els seus aliats catòlics.

## Primers anys de vida
Gabriel era el gran dels dos fills de Farkas Bethlen de Iktár i Druzsiána Lázár de Szárhegy. Gabriel va néixer a la finca del seu pare, Marosillye (ara Ilia a Romania), el 15 de novembre de 1580. Farkas Bethlen va ser un noble hongarès que va perdre la seva propietat ancestral, Iktár (ara Ictar- Budinț a Romania), a causa de l'ocupació otomana dels territoris centrals del Regne d'Hongria. Stephen Báthory, príncep de Transsilvània, li va concedir Marosillye i el va convertir en capità general del principat. Druzsiána Lázár era descendent d'una família noble székely. Tant Farkas Bethlen com la seva dona van morir el 1591, deixant orfes els seus dos fills, Gabriel i Stephen.
Els germans van ser posats sota la tutela del seu oncle matern, András Lázár de Szárhegy. Van viure durant anys al castell de Lázár a Szárhegy a la terra de Székely (ara Lăzarea a Romania). L'historiador de la cort de Gabriel, Gáspár Bojti Veres, va descriure a Lázár com un soldat "malhumorat i ferotge" a qui no li importava gaire la seva educació formal.
Segons la primera carta existent de Gabriel (de 1593), Sigismund Báthory, príncep de Transsilvània, va apoderar-se de les finques dels germans "segons la paraula de moltes persones encisadores" sense pagar-los cap compensació el 1591 o el 1592, però uns "pocs parents primaris" van convèncer el príncep per oferir-los la restitució o altres béns fonamentals. Gabriel també esmentava a la carta que va decidir visitar la cort del príncep a Gyulafehérvár (actual Alba Iulia a Romania).

## Carrera

### Inicis
Els historiadors moderns intenten reconstruir els principals esdeveniments de la joventut de Gabriel a partir de fonts (principalment memòries i cartes) acabades dècades després, perquè només dos documents escrits entre 1593 i 1602 l'esmentaven. Una de les fonts posteriors és la pròpia carta de Gabriel de 1628, en la qual afirmava que Stephen Bocskai l'havia criat i "li va donar una gran credibilitat". Gabriel també va afirmar que Bocskai era el seu "parent". Una altra font important va ser escrita pel responsable de Gabriel, Pál Háportoni Forró, que va afirmar que Gabriel havia ocupat "grans i honorables càrrecs" i que havia complert "les tasques molt feixugues d'emissari" durant la seva joventut. Basant-se en aquestes fonts, els historiadors moderns suposen que Bocskai va impulsar la carrera de Gabriel a la cort de Sigismund Báthory, però cap document contemporani esmentava la seva presència a la comitiva del príncep.
Sigismund Báthory es va unir a la Lliga Santa antiotomana del papa Climent VIII i va irrompre en territori otomà l'estiu de 1595. Segons l'historiador József Barcza, Gabriel va obtenir la seva primera experiència directa de lluita contra els otomans a la batalla de Giurgiu. a Valàquia el 1595. Després d'una sèrie de victòries otomanes, Báthory va abdicar a canvi dels ducats silesians d'Opole i Racibórz el 1597, cosa que va permetre als comissaris de l'emperador del Sacre Imperi Romanogermànic, Rudolph (que també era rei de la Hongria reial) prendre possessió de Transsilvània.

### Anarquia
Sigismund Báthory va lamentar la seva abdicació i va tornar a Transsilvània a l'agost de 1598. Va enviar Bocskai a Praga per iniciar negociacions amb Rudolph el gener de 1599. Segons una teoria acadèmica, Gabriel Bethlen va acompanyar Bocskai a Praga. L'historiador József Barcza també diu que Gabriel es devia adonar aleshores que els monarques dels Habsburg eren incapaços de defensar Transsilvània contra els otomans. mateix Gabriel va declarar que va visitar Praga a la comitiva de Sigismund Báthory en una data no especificada.
Gabriel va donar suport a Andrew Báthory, que va pujar al tron amb ajuda polonesa després que Sigismund tornés a abdicar el 1599. Miquel el Valent, príncep de Valàquia, va irrompre a Transsilvània i va vèncer Andrew a la batalla de Sellenberk (actualment Șelimbăr a Romania) el 8 d'octubre de 1599. Gabriel va rebre ferides a la batalla i les seves ferides es van curar lentament. Miquel el Valent va ser expulsat de Transsilvània pel comandant de Rudolph, Giorgio Basta. Durant els anys següents, Transsilvània va ser saquejada regularment tant pels mercenaris no remunerats de Basta, com per les tropes otomanes i tàtares de Crimea. Gabriel i el seu germà, Stephen, van dividir els seus béns heretats, amb Gabriel rebent Marosillye. El seu acord també fa referència a la situació anàrquica, esmentant la possibilitat que "ja sigui pagà o algun príncep sense Déu o el governador" s'apoderessin dels béns de Gabriel.
Gabriel es va unir als nobles transilvans que es van aixecar contra Basta. Sigismund Báthory (que havia tornat de nou a Transsilvània) va concedir a Gabriel i al seu germà propietats al comtat d'Arad el juny de 1602. L'exèrcit dels nobles rebels va ser aniquilat a prop de Tövis (actual Teiuș a Romania) el 2 de juliol de 1602 Després de la batalla, va nedar sobre el riu Maros i va fugir a Temesvár a l'Imperi Otomà (actual Timișoara a Romania). Va falsificar cartes que suggerien que els principals nobles de Transsilvània donaven suport a Moses Székely per convèncer els otomans de donar suport a Székely, segons el contemporani Ambrus Somogyi. Quan Székely va irrompre a Transsilvània el març de 1603, Gabriel era el comandant de la seva avantguarda. Les tropes de Székelys van conquerir la majoria de fortaleses al llarg del Maros i van assetjar Gyulafehérvár. Durant el setge, el palau principesc va cremar. Székely va ser instal·lat com a príncep al maig, però Radu Șerban, príncep de Valàquia, va aniquilar el seu exèrcit a prop de Barcarozsnyó (ara Râșnov a Romania) el 17 de juliol. Székely va ser assassinat al camp de batalla, i els seus partidaris (entre ells Gabriel) van fugir a l'Imperi Otomà.
Els refugiats transsilvans van començar a considerar Gabriel com el seu líder. Van enviar una delegació a Constantinoble a l'agost, demanant permís al gran visir otomà per elegir príncep Gabriel i buscant ajuda otomana per al seu retorn a Transsilvània. El gran visir va concedir el permís, però un dels refugiats, Boldizsár Szilvási, va impedir l'elecció de Gabriel, assenyalant que un príncep no podia ser elegit per un grup de refugiats, sinó per la dieta de Transsilvània.

### El partidari de Bocskai
Gabriel va decidir persuadir el ric Stephen Bocskai per aixecar-se contra els comissaris de Rudolph. Després que les tropes reials van atacar el campament de refugiats prop de Temesvár el 13 de setembre de 1604, van començar a circular rumors sobre la captura d'una correspondència secreta entre Bethlen i Bocskai. Tement les represàlies, Bocskai es va retirar a la seva fortalesa de Sólyomkő (ara Şoimeni a Romania) i va preparar-se per resistir. Va contractar tropes irregulars d'Hajdú i va derrotar un exèrcit reial el 15 d'octubre.
Bocskai va prendre possessió de Kassa (actual Košice a Eslovàquia) l'11 de novembre. En poc temps, Gabriel va donar l'ahidnâme (o carta) en què el sultà otomà, Ahmed I, va designar Bocskai com a príncep de Transsilvània. Els delegats dels nobles i dels Székelys van escollir príncep Bocskai el 21 de febrer de 1605. Segons una carta de Bethlen, Bocskai li va ordenar capturar "certs castells", per la qual cosa va haver d'ajornar el seu matrimoni al maig.
Gabriel finalment es va casar amb la seva núvia, Zsuzsanna Károlyi, l'agost de 1605. Bocskai li va concedir el domini de Vajdahunyad (actual Hunedoara a Romania). El príncep també el va convertir en l'ispán (o cap) perpetu del comtat de Hunyad.
Bethlen era calvinista. Va ajudar György Káldy, jesuïta, a traduir i imprimir la Bíblia. Va compondre himnes i des del 1625 va emprar Johannes Thesselius com a capellmeister.

### Príncep de Transsilvània
El 1605, Bethlen va donar suport a Stephen Bocskay i al seu successor Gabriel Báthory (1608–1613). Més tard, Bethlen va caure amb Báthory i va fugir a l'Imperi Otomà.
El 1613, després de l'assassinat de Báthory, els otomans van instal·lar Bethlen com a príncep de Transsilvània i això va ser aprovat el 13 d'octubre de 1613 per la Dieta Transsilvana a Kolozsvár (Cluj-Napoca). El 1615, després de la pau de Tyrnau, Bethlen va ser reconeguda per Matias, emperador del Sacre Imperi Romanogermànic.
El govern de Bethlen era un de l'absolutisme il·lustrat patriarcal. Va desenvolupar mines i indústria i va nacionalitzar moltes branques del comerç exterior de Transsilvània. Els seus agents van comprar béns a preus fixos i els van vendre a l'estranger amb beneficis. A la seva capital, a Gyulafehérvár (Alba Iulia), Bethlen va construir un gran palau nou. Bethlen era un mecenes de les arts i de l'església calvinista, donant noblesa hereditària als sacerdots protestants. Bethlen també va fomentar l'aprenentatge fundant el Bethlen Gabor College, fomentant la inscripció d'acadèmics i professors hongaresos i enviant estudiants transilvans a les universitats protestants d'Anglaterra, la República holandesa i els principats protestants d'Alemanya. També va assegurar el dret dels fills dels serfs a ser educats.

### Insurrecció anti-Habsburg

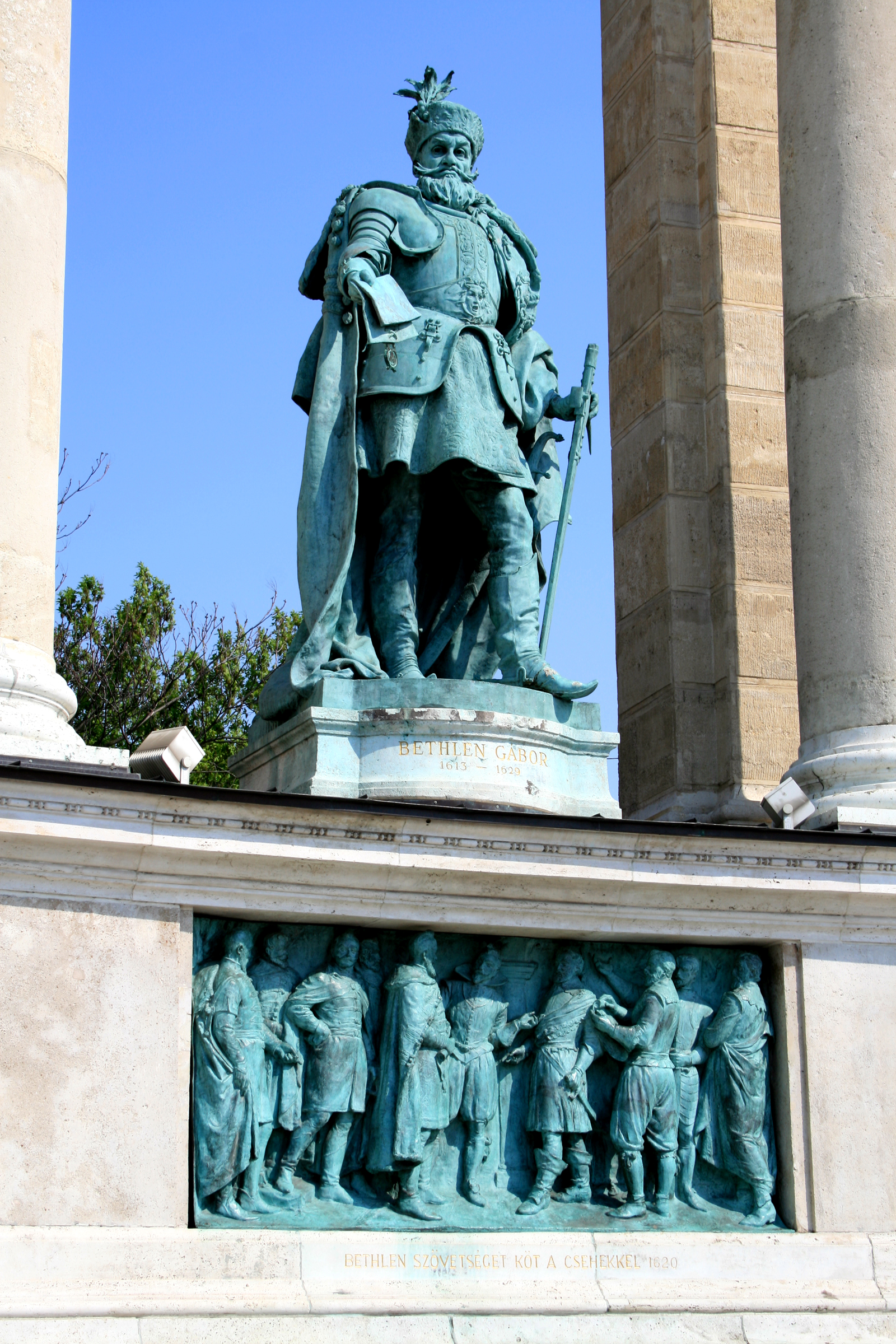
Estàtua de Gábor Bethlen, de György Vastagh, plaça dels Herois, Budapest, Hongria

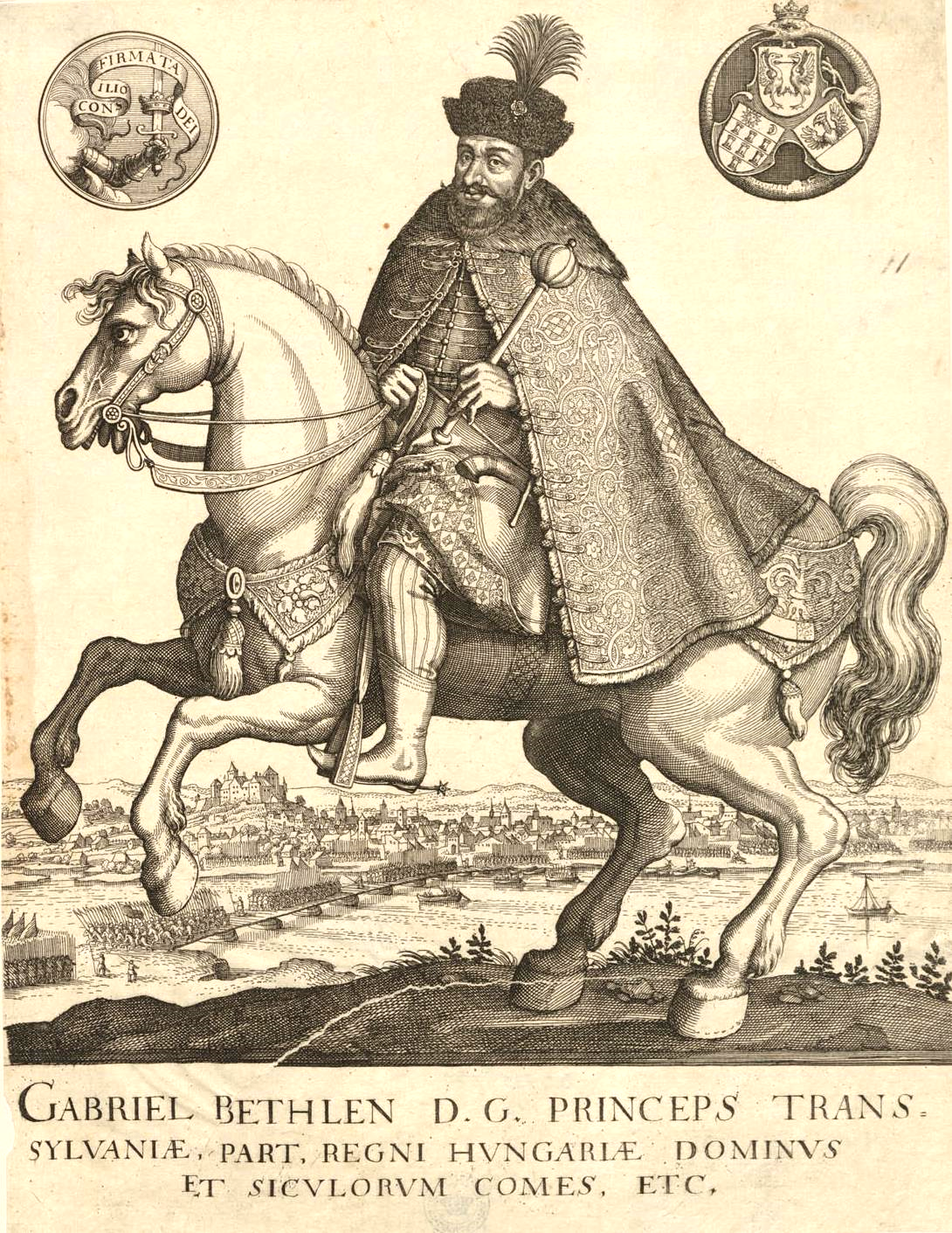
Bethlen a cavall (imprès)

Bethlen mantenia un exèrcit permanent de mercenaris. Mentre mantenia relacions amb la Porta Sublim (l'Imperi Otomà), va intentar guanyar terres al nord i a l'oest. Durant la Guerra dels Trenta Anys, va atacar els Habsburg de la Royal Hongria (1619-1626). Bethlen es va oposar a l'autocràcia dels Habsburg; persecució dels protestants a la Hongria reial; la violació de la pau de Viena de 1606; i aliances dels Habsburg amb els otomans i George Druget, el capità de l'alta Hongria.
L'agost de 1619, Bethlen va envair la Royal Hongria. Al setembre, va prendre Kassa (Košice) on els partidaris protestants el van declarar líder d'Hongria i protector dels protestants. Va guanyar el control de l'alta Hongria (l'actual Eslovàquia). El setembre de 1619, després de negar-se a convertir-se al calvinisme, els jesuïtes Marko Križevcanin, Stephen Pongracz i Melchior Grodeczki van ser martiritzats sota l'autoritat de Bethlen. " Els tres van ser canonitzats posteriorment per l'Església catòlica.
L'octubre de 1619, Bethlen va prendre Pressburg (Pozsony, l'actual Bratislava), on el Palatí d'Hongria va cedir la Santa Corona d'Hongria. Tanmateix, Bethlen, juntament amb Jindřich Matyáš Thurn, comte de les finques de Moràvia i Txèquia, no van prendre Viena i, al novembre, les forces de George Druget i mercenaris polonesos (lisowczycy) van guanyar la batalla de Humenné i van obligar Bethlen a deixar Àustria i Alta Hongria.
Bethlen va negociar la pau a Pressburg, Kassa (actual Košice) i Besztercebánya (actual Banská Bystrica). El gener de 1620, sense els txecs, Bethlen va rebre 13 comtats a l'est de la Royal Hongria. El 20 d'agost de 1620 va ser elegit rei d'Hongria a la dieta de Besztercebánya i el setembre de 1620 es va reprendre la guerra amb els Habsburg.
Després de derrotar els txecs el 8 de novembre de 1620 a la batalla de la Muntanya Blanca, Ferran II va perseguir la noblesa protestant de Bohèmia. Entre maig i juny de 1621, va recuperar Pressburg i les ciutats mineres centrals. Bethlen va tornar a demandar la pau i el 31 de desembre de 1621 es va fer la pau de Nikolsburg. Bethlen va renunciar al seu títol reial amb la condició que els protestants hongaresos rebessin llibertats religioses i fossin inclosos en una dieta general en un termini de sis mesos. Bethlen va rebre el títol de príncep imperial (de Transsilvània hongaresa), set comtats al voltant del riu Tisza superior i les fortaleses de Tokaj, Munkács (actual Mukacheve) i Ecsed (Nagyecsed) i un ducat a Silèsia.

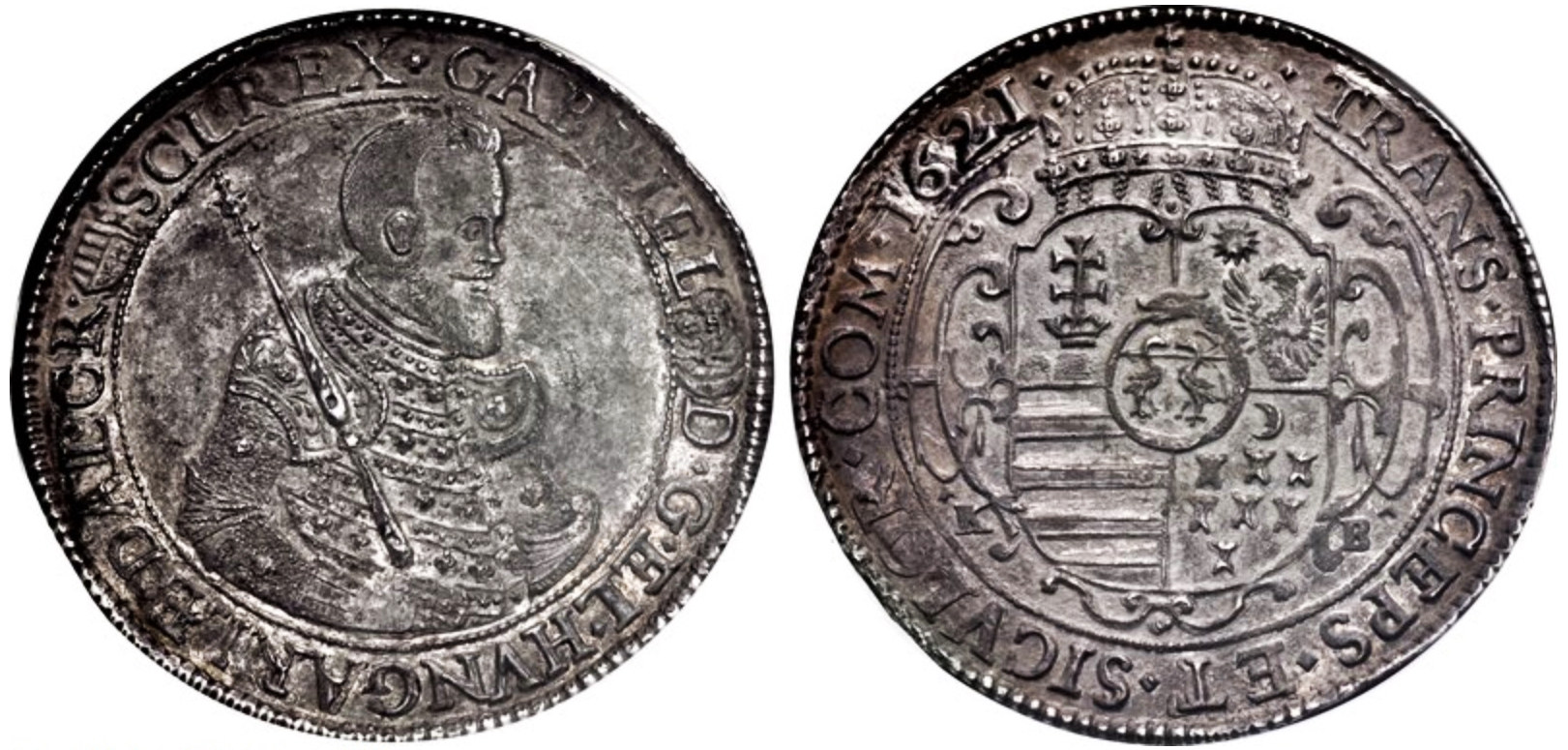
Thaler transilvanià de Gabriel Bethlen mostrant el seu retrat i l'escut (1621)

El 1623 - 1624 i 1626, Bethlen, aliada dels protestants anti-Habsburg, va fer campanyes contra Ferran a l'alta Hongria. La primera campanya va acabar amb la pau de Viena (1624), la segona per la pau de Pressburg (1626). Després de la segona campanya, Bethlen va oferir com a acostament a la cort de Viena una aliança contra els otomans i el seu matrimoni amb una arxiduquessa d'Àustria, però Ferran va rebutjar les seves obertures. A la seva tornada de Viena, Bethlen es va casar amb Caterina de Brandenburg, filla de John Sigismund, elector de Brandenburg. El seu cunyat era Gustavo Adolfo de Suècia.

Principat de Gabriel Bethlen

## Mort

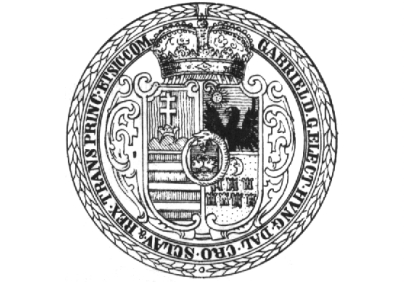
Segell de Bethlen

Bethlen va morir el 15 de novembre de 1629. La seva segona esposa, Caterina de Brandenburg, es va convertir en princesa regnant de Transsilvània.